# Surasi Kusolwong
Surasi Kusolwong (Thai: สุรสีห์ กุศลวงศ์) (Ayutthaya in Thailand, 28 april 1964) is een Thaise hedendaagse kunstenaar. Hij houdt zich bezig met installaties en performances. Tegenwoordig woont en werkt hij in Bangkok.

## Werk
In 1982, na zijn afstuderen aan de National School of Artists in Thailand (วิทยาลัยช่างศิลป), ging hij studeren aan de faculteit Printmaking van de Universiteit van Silpakorn. Na het behalen van zijn bachelorsdiploma in 1987, ging hij in 1990 studeren in Duitsland aan de Hochschule für Bildende Kunste Braunschweig. Hij behaalde in 1993 zijn Master of Fine Arts (MFA). In 1990 startte hij zijn carrière voornamelijk met schilderijen, later richt hij zich op installaties.

### Schilderijen
Aan het begin van Kusolwongs studie aan de Hochschule für Bildende Kunste Braunschweig werd hij door de kunstenaars Thanet Awsinisiri en Sansern Milindasuta uitgenodigd om deel te nemen aan hun tentoonstelling Hexagon II (1990). Hij presenteerde hier zijn schilderijen Double Self-Portraits (1990), Object Installation (1990), mixed-media tekeningen Beyond Female (1990) en tekeningen Barricade White and Black Shadow and Untitled Figures (1990). Dit zijn voornamelijk abstracte kunstwerken met voornamelijk zwarte en witte kleuren. Bijvoorbeeld de Double Self-Portraits zijn foto's waar vervolgens overheen geschilderd is en daarna op karton is geplakt. Object Installation daarentegen is een schilderij waarop vijf uitgelopen lijnen zijn weergegeven. 

### Installaties
De participatie van de toeschouwers is een belangrijk aspect bij installaties van Kusolwong, aangezien zijn installaties vaak kritiek uit op de maatschappij. Mensen zijn vaak verwikkeld in verschillende maatschappijen en economische uitwisselingen, waardoor ze dus een belangrijk aspect vormen. Kusolwong zet deze relaties in de museumruimte in scène. Een voorbeeld hiervan is zijn bekende installatie Emotional Machine, die geïnspireerd is op een boothuis uit zijn geboortestad Ayutthaya. Kusolwong wil hierbij het schommelen en wiegen van het huis nabootsen. Hij gebruikte hiervoor een Europees design icoon uit de twintigste-eeuwse, de Volkswagen beetle. Hij draait de carrosserie van de auto letterlijk om. Vervolgens wordt de carrosserie omgevormd tot een bank die aan het plafond hangt. Daaromheen plaatst hij Coca-Cola machines, computerterminals en zitzakken op groen tapijt. Het werk bevindt zich in de collectie van het Van Abbemuseum Eindhoven.

## Tentoonstellingen
Kusolwong heeft aan een aantal belangrijke internationale tentoonstelling deelgenomen, zoals de Biënnale van Gwanju (2002) en de Biënnale van Venetië (2003). Hij is een belangrijke vertegenwoordiger van Relational art (ontmoetingskunst). In zijn interactieve installaties stelt hij continue de consumptie maatschappij, het leven hierbinnen, economie en kunst ter discussie. Zijn rondreizende en doorlopende installatie Market (gestart in 1988) is hier het beste voorbeeld van, waarbij de precieze titel en het nummer van het werk variëren, afhankelijk van de betreffende locatie en valuta. Hij nodigt door middel van deze installaties het publiek uit om onderdeel te worden van zijn kunst. De materialen, die hij gebruikt voor zijn kunstwerken zijn industriële producten, alledaagse voorwerpen en andere goedkope materialen. In zijn werk $1 Market (People Are So Fantastic) worden producten tegen een lage prijs verkocht. Hiermee brengt hij het publiek in beweging en overschrijd hij grenzen op het vlak van functionaliteit en esthetiek. Kusolwongs werken zijn gastvrij, onderhoudend en doorbreken artistieke hiërarchieën. Dit is duidelijk te zien in Happy Berlin (Free Massage) en Lucky Tokyo.

### Prijzen (selectie)
- 1983, Representative from Thailand in the 1st Asean Youth Painting Workshop and Exhibition, Bangkok, Thailand;
- 1984, Honorable mention, The International Art Competition, Bangkok, Thailand;
- 1984-1986, Top Award Winner 1st, 2nd, 3rd Youth's Art Exhibition Thailand, Bangkok, Thailand;
- 1985, Award Winner, The Art Exhibition of M.K. Real Estate Development Corporation Limited, Bangkok, Thailand;
- 1985, The 2nd Prize, The poster design environment project of United Nations;
- 1986, The 3rd Prize, The 32nd National Exhibition of Art, Bangkok, Thailand;
- 1986, Award Winner, Mixed Media, The Art Festival in honour of H.M. the King, Bangkok, Thailand;
- 1987, Gran Prix, Prints, Contemporary Art Competition 1987, Bangkok, Thailand;
- 1988, Selected as the Young Artist of the Year'88 Prints bij the Art Gallery of Silpakorn University, Bangkok, Thailand.[8]

## Kunstwerken (selectie)
- Market, 1999-ongoing;[7]
- Happy Berlin (Free Massage), 2001;[9]
- Lucky Tokyo, 2001-2002;[10]
- Emotional Machine (VW with Fahlström), 2001-2004;[2]
- $1 Market (People Are So Fantastic), 2002;
- 1 Euro Market (Shop till you fly), 2002;[2]
- Golden Chance (I make nothing, You found nothing), 2008;
- Golden Ghost (The Future Belongs to Ghosts), 2011;[11]
- Golden Ghost (Welcome Back the Spirits), 2017.[12]

## Tentoonstellingen
Naast dat Kusolwong deelgenomen heeft aan belangrijke internationale tentoonstellingen, presenteert hij zijn werk sinds 1996 ook in solotentoonstellingen. In 2004 had Kusolwong zijn eerste solotentoonstelling in Europa, No Conclusion (Time Is the Answer). Tijdens deze tentoonstelling presenteerde hij een nieuwe versie van zijn installatie Emotional Machine. Verder werd er een markt georganiseerd waar plastic Thaise producten verkocht werden op de opening. De tentoonstelling had als doel om de gelaagdheid in de kunstwerken van Kusolwong te laten zien.

### Solotentoonstellingen (selectie)
- 2006, Bongmingham (Came as you are), IKON Gallery, Birmingham, Verenigd Koninkrijk;
- 2006, Woman, Machine and Motion (Mini-Monsterbike Tiger), BALTIC, Centre for Contemporary Art, Gateshead, Verenigd Koninkrijk;
- 2006, Maintain Your Freedom, Before It's Too Late, Théâtre National de la Communauté française, Brussel, België;
- 2005, If A Lion Could Talk, Kunsthalle Wien, Wenen, Oostenrijk;
- 2005, Simply changed its destination, Art Dealers Marseille, Marseille, Frankrijk;
- 2005, GRAViTY ReVErSE on every floor(?), ArchitectExpo, Impact, Muang Thong Thani, Bangkok, Thailand;
- 2004, Too Young to be a Hippie, too old to be a Punk, Beaulieu Gallery, Gent, België;
- 2004, Energy Storage (When Objects Dream), Palais de Tokyo, Parijs, Frankrijk;
- 2004, Minimall Factory ($1 Market)/Red Bull Party (with D.J.), The Rose Art Museum, Boston, Verenigde Staten;[4]
- 2004, No Conclusion (Time Is The Answer), Rooseum Centre for Contemporary Art, Malmö, Zweden;[2]
- 1990, Untitled Figures, The Seven Seas Gallery, Bangkok, Thailand;
- 1989, The Seven Seas Gallery, Bangkok, Thailand;
- 1988, The European Gallery Onishi, Nagoya, Japan.[4]

### Groepstentoonstellingen (selectie)
- 2006, Einmal Empire und zurück, Kunstverein Münster, Münster, Duitsland;
- 2006, Double Happiness, Festival of Economy, Ex-Italcementi Factory, Trento, Italië;
- 2006, The Long Weekend, Turbine Hall, Tate Modern, Londen, Verenigd Koninkrijk;
- 2005, Beyond: an extraordinary space of experimentation for modernization, the 2nd Guangzhou Triennial, Guangzhou, China;
- 2005, Experience Duration, 8th Lyon Biennial of Contemporary Art, Lyon, Frankrijk;
- 2005, Cork Caucus, Bishop Lucy Park, Cork, Ierland;
- 2005, Private View Collection Pierre Huber 1980/2000, Musée cantonal des Beaux-Arts Lausanne, Lausanne, Zwitserland;
- 2005, Le Invasioni Barbariche (The Barbarian Invasions), Galleria Continua, San Gimignano, Italië;
- 2004, 25 Years of Collecting at the Hara Museum, Hara Museum of Contemporary Art, Tokyo, Japan;
- 2004, Spread in Prato 2004, Teatro Politeama Pratese, Prato, Italië;
- 2004, Z.O.U. Zone of Urgency - Sensi Contemporanei in Calabria, Villa Zerbi, Reggio Calabria, Italië;
- 2004, Here & Now, Old 22 July Hotel Building, Bangkok, Thailand;
- 2004, Files: Museo de Arte Contemparaneo de Castilla y León, ARCO, Madrid, Spanje;
- 2003, Happiness: A Survival Guide for Art and Life, Mori Art Museum, Tokyo, Japan;
- 2003, Poetic Justice, 8th International Istanbul Biennial, Istanbul, Turkije;
- 2003, Echigo-Tsumari Art Triennial 2003, Matsunoyama Town, Japan;
- 2003, Dreams and Conflicts: The Dictatorship of the Viewer, 50e Biennale Venetië, Italië;
- 2003, Against All Evens, Gothenburg Biennial, Gothenburg, Zweden;
- 2003, Spectacular, Museum Kunst Palast, Düsseldorf, Duitsland;[4]
- 2003, Time After Time, Yerba Buena Center for the Arts, SF, Verenigde Staten;[2]
- 1989, Les Peintres Thailandais Traditionnels et Contemporains, Frankrijk;
- 1989, The 9th Norwegian International Print Triennale, Noorwegen;
- 1988, The 11th International Exhibition of Original Drawings, Jugoslavië;
- 1987, Biennial Exhibition of Prints in Wakayama, Japan;
- 1984, The International Art Competition 1984, Rome, Italië;
- 1983, The Contemporary Art Exhibition 1983, Modern Art, Bangkok, Thailand;
- 1983, The 19th National Exhibition of Art, Bangkok, Thailand.[4]